# Fabriciana vulgoadippe
Fabriciana vulgoadippe är en fjärilsart som beskrevs av Ruggero Verity 1929. Fabriciana vulgoadippe ingår i släktet Fabriciana och familjen praktfjärilar. Inga underarter finns listade i Catalogue of Life.